# Alexander Kit
Alexander Sergejewitsch Nikitin/Kit (russisch Александр Сергеевич Никитин/Кит; * 10. Juni 1982) ist ein russischer Bildhauer.

## Leben
Kit besuchte die St. Petersburger Roerich-Kunstschule mit Abschluss 2002 am Lehrstuhl für Bildhauerei. Das Studium an der St. Petersburger Stieglitz-Kunst-Gewerbe-Akademie beendete er 2012 am Lehrstuhl für Architektur- und Dekorationsskulptur. Er lebt und arbeitet in St. Petersburg. Er ist Mitglied der Union der Künstler Russlands.
2001 schuf Kit eine Reihe von Tierskulpturen für den Murinski-Park in St. Petersburg. Für die St. Petersburger Kustodijew-Kunstschule legte er 2009 den Garten der Eisskulpturen an. 2010 fertigte er Skulpturen für das
Hotel Smerekowa Chata in Olenewka, Rajon Tschornomorske, am Kap Tarchankut im Westen der Krim an.
Bekannt wurde Kit mit der Skulptur Myslitel – das Herz Tarchankuts (Myslitel = Denker, Mys = Kap), die im August 2013 im Tarchankut-Naturpark aufgestellt wurde. Die Elemente der Skulptur sind wie Kieselsteine geformt, wie sie an der Schwarzmeerküste gefunden werden. Die durch die Öffnung scheinende Morgen- und Abendsonne symbolisiert das Herz Tarchankuts. Damit griff Kit auf Formen und Bauweisen der Megalithkultur zurück, wie sie Stonehenge, der Ġgantija-Tempel auf der Insel Gozo und die Dolmen auf der Krim zeigen. Kits Skulptur wurde dem Tarchankut-Naturpark geschenkt und wurde bald eine Sehenswürdigkeit von regionaler Bedeutung.
Kit fertigte weitere Skulpturen an: das Pferd (2014) im St. Petersburger Park am Newa-Ufer, den Elefanten und den Vogelschwarm (2015) im Botanischen Garten St. Petersburg und Eiskunst-Objekte (2019) im St. Petersburger Staatlichen Museum für Stadtskulptur.